# Струмишки партизански отряд
Струмишкият партизански отряд (на македонска литературна норма: Струмички партизански одред) е комунистическа партизанска единица във Вардарска Македония, част от Комунистическата съпротива във Вардарска Македония (1941 – 1944).

## Създаване
Първи опит за създаване на отряд е направен седмица преди нападението над българското полицейско управление в Прилеп. За командир на отряда тогава е назначен Джорди Стоев, а политически комисар Глигор Новаков. Според изчисленията отряда е трябвало да наброява 20 души. Срещата на отряда е насрочена на 10 октомври в 9 сутринта на местните гробища. Явяват се 12 души на сборното място само с 1 пушка, 2 револвера и 12 бомби. Предвид липсата на оръжия се решава отряда да се саморазпусне за своя безопасност.
На 18 август 1944 година в местността Бел Камен в планината Плачковица е направен втори опит и е създаден Струмишкият партизански отряд от десетина борци от четвърта македонска ударна бригада. Командир на отряда става Боро Поцков - Мирко, а политически комисар Момчило Митревски. Първите акции на отряда са свързани с унищожаването на общинските архиви в селата Подареш, Калугерица, Липовик (горен или долен) и Конче. Числеността на отряда след обиколката на селата наброява 30 души повечето от които без оръжие. По-късно отряда изпраща писмо до кмета на Община Василиево Арсо Куюмджиев да предаде властта на партизаните. Тогава заминават за селото и разоръжават селяните от контрачетата, като се въоръжават с техните оръжия. По това време българската армия е напуснала района и отряда не се натъква на съпротива от страна на организирани военни части. На 9 септември 1944 година след като България излиза от войната с Германия от Попчево Боро Поцков телеграфира на подполковник Сарафов командир на Струмишкия гарнизон и на четиридесет и осми пехотен дойрански полк да предаде властта на партизаните. След среща на българските офицери с партизаните двете страни се уговарят партизаните да влезнат на 11 септември в град Струмица. След навлизането на отряда към него се присъединяват още партизани и той наброява около 400 души. На 17 септември немски военни части нападат града и изтласкват от там отряда и четвърта македонска ударна бригада. На 22 септември града отново е превзет. По това време отряда е разформирован и влиза в състава на четвърта македонска ударна бригада като неин пети батальон.

### Повторно създаване
В края на септември по заповед на командването на петдесета македонска дивизия на НОВЮ 60 души се отделят от състава ѝ и формират наново отряда. Действа в района южно от Струмица - Валандово, Фурка, Дойран и Гевгели. На 6 ноември отряда влиза в Богданци.

## Списък на загинали борци[3]
| №  | Име                  | Място на раждане         | Дата на раждане   | Място на смърт           | Дата на смърт        |
| -- | -------------------- | ------------------------ | ----------------- | ------------------------ | -------------------- |
| 1  | Ана Поцкова          | гр. Радовиш              | 1926 г.           | с. Попчево, Струмишко    | 25 октомври 1944 г.  |
| 2  | Борис поп Димитров   | гр. Струмица             | 1915 г.           | с. Йосифово, Валандовско | 17 октомври 1944 г.  |
| 3  | Боро Сичтуров        | с. Секирник, Струмишко   | 1921 г.           | с. Йосифово, Валандовско | 17 октомври 1944 г.  |
| 4  | Васил Сурчев         | гр. Струмица             | 1923 г.           | с. Фурка, Дойранско      | 13 октомври 1944 г.  |
| 5  | Гьорги Бошков – Беле | с. Бели, Кочанско        | 1925 г.           | Струмишко                | 21 ноември 1944 г.   |
| 6  | Йордан Ефтимов       | с. Чифлик, Кочанско      | 1924 г.           | шосе Струмица – Щип      | 1944 г.              |
| 7  | Каме Пулизов         | гр. Валандово            | 1920 г.           | с. Чам чифлик, Струмишко | 18 септември 1944 г. |
| 8  | Коста Бозов          | гр. Струмица             | 10 май 1924 г.    | с. Йосифово, Валандовско | 17 октомври 1944 г.  |
| 9  | Милан Ризов          | гр. Гевгели              | 1921 г.           | неизвестно               | м. октомври 1944 г.  |
| 10 | Назим А. Нуманов     | с. Калугерица, Радовишко | 1919 г.           | с. Попчево, Струмишко    | 25 октомври 1944 г.  |
| 11 | Никола Мандалов      | с. Стояково, Гевгелийско | 1919 г.           | с. Костурино, Струмишко  | 27 септември 1944 г. |
| 12 | Паско А. Василев     | с. Козбунар, Радовишко   | 1896 г.           | с. Попчево, Струмишко    | 25 октомври 1944 г.  |
| 13 | Петар Гавальанов     | гр. Богданци             | 1920 г.           | с. Требичино, Струмишко  | м. ноември 1944 г.   |
| 14 | Славчо Трайков       | с. Секирник, Струмишко   | 1921 г.           | с. Йосифово, Валандовско | 17 октомври 1944 г.  |
| 15 | Тальа Бикова         | гр. Гевгели              | 1927 г.           | с. Попчево, Струмишко    | 28 септември 1944 г. |
| 16 | Тефик Селманов       | с. Пръстен, Валандовско  | 1927 г.           | шосе Струмица – Щип      | 27 октомври 1944 г.  |
| 17 | Тимо Л. Тренчев      | гр. Струмица             | 22 януари 1920 г. | с. Нивичино, Струмишко   | 7 октомври 1944 г.   |
| 18 | Тодосия Ананиев      | с. Вранинци, Кочанско    | 1927 г.           | Струмишко                | 12 октомври 1944 г.  |